# Iberia Parish
Iberia Parish is een parish in de Amerikaanse staat Louisiana.
De parish heeft een landoppervlakte van 1.490 km² en telt 73.266 inwoners (volkstelling 2000). De hoofdplaats is New Iberia. Ze grenst in het westen aan Vermilion Parish en Lafayette Parish, in het noorden aan St. Martin Parish en Iberville Parish, in het oosten aan Assumption Parish en in het zuiden aan St. Mary Parish en de Golf van Mexico. Het is een van de 22 parishes die samen Acadiana of Cajun Country vormen.